# Milford (Nebraska)
Milford és una població dels Estats Units a l'estat de Nebraska. Segons el cens del 2000 tenia 2.070 habitants.

## Demografia
Segons el cens del 2000, Milford tenia 2.070 habitants, 722 habitatges, i 464 famílies. La densitat de població era de 1.125,7 habitants per km².
Dels 722 habitatges en un 30,2% hi vivien nens de menys de 18 anys, en un 56,1% hi vivien parelles casades, en un 5,7% dones solteres, i en un 35,7% no eren unitats familiars. En el 26,7% dels habitatges hi vivien persones soles el 10,9% de les quals corresponia a persones de 65 anys o més que vivien soles. El nombre mitjà de persones vivint en cada habitatge era de 2,44 i el nombre mitjà de persones que vivien en cada família era de 2,99.
Per edats la població es repartia de la següent manera: un 21,7% tenia menys de 18 anys, un 24,9% entre 18 i 24, un 21,9% entre 25 i 44, un 16,5% de 45 a 60 i un 15% 65 anys o més.
L'edat mediana era de 28 anys. Per cada 100 dones de 18 o més anys hi havia 140,5 homes.
La renda mediana per habitatge era de 37.039 $ i la renda mediana per família de 51.012 $. Els homes tenien una renda mediana de 30.170 $ mentre que les dones 22.026 $. La renda per capita de la població era de 16.217 $. Aproximadament el 4,6% de les famílies i el 10,6% de la població estaven per davall del llindar de pobresa.

## Poblacions més properes
El següent diagrama mostra les poblacions més properes.